# Norsbron
Norsbron är en ort i Nors socken i Karlstads kommun, Värmlands län.
Orten var 1900 av SCB klassad som en del av tätorten Vålberg för att 1995 klassas som en separat småort. År 2015 klassades den som en tätort för att 2018 återigen räknas som en småort,, för att 2020 åter klassas som tätort.

## Befolkningsutveckling
| Befolkningsutvecklingen i Norsbron 1995–2020                 | Befolkningsutvecklingen i Norsbron 1995–2020 | Befolkningsutvecklingen i Norsbron 1995–2020 | Befolkningsutvecklingen i Norsbron 1995–2020 | Befolkningsutvecklingen i Norsbron 1995–2020 |
| ------------------------------------------------------------ | -------------------------------------------- | -------------------------------------------- | -------------------------------------------- | -------------------------------------------- |
|                                                              |                                              |                                              |                                              |                                              |
| År                                                           |                                              |                                              | Folkmängd                                    | Areal (ha)                                   |
| 1995                                                         | 1995                                         |                                              | 190                                          | 60#                                          |
| 2000                                                         | 2000                                         |                                              | 198                                          | 60#                                          |
| 2005                                                         | 2005                                         |                                              | 192                                          | 55#                                          |
| 2010                                                         | 2010                                         |                                              | 199                                          | 55#                                          |
| 2015                                                         | 2015                                         |                                              | 211                                          | 52                                           |
| 2020                                                         | 2020                                         |                                              | 205                                          | 52                                           |
| Anm.: utbruten ur Vålberg 1995. Ej tätort 2028 # Som småort. |                                              |                                              |                                              |                                              |